# كريس هاميلتون
كريس هاميلتون (بالإنجليزية: Chris Hamilton)‏ (و. 1995  م) هو راكب دراجة هوائية أسترالي.

## سباقات أو مراحل فاز بها
| التاريخ        | السباق                                               | المركز                        |
| -------------- | ---------------------------------------------------- | ----------------------------- |
| 09 يناير 2016  | سباق الطريق للرجال تحت 23 سنة في بطولة أستراليا 2016 | الفائز في التصنيف العام       |
| 24 يناير 2016  | داون أندر 2016                                       | الرابع في تصنيف أفضل شاب      |
| 07 فبراير 2016 | طواف هيرالد صن 2016                                  | الفائز في ترتيب النقاط للشباب |
| 26 فبراير 2017 | طواف أبو ظبي 2017                                    | الخامس في تصنيف أفضل شاب      |
| 05 أكتوبر 2017 | ميلانو-تورينو 2017                                   | المرتبة 19 في التصنيف العام   |
| 21 يناير 2018  | داون أندر 2018                                       | الخامس في تصنيف أفضل شاب      |
| 09 سبتمبر 2018 | طواف بريطانيا 2018                                   | التاسع في التصنيف العام       |
| 20 يناير 2019  | داون أندر 2019                                       | الفائز في ترتيب النقاط للشباب |
| 02 يونيو 2019  | طواف إيطاليا 2019                                    | التاسع في تصنيف أفضل شاب      |
| 09 أغسطس 2019  | طواف بولندا 2019                                     | الثامن في التصنيف العام       |
| 14 مارس 2020   | باريس-نايس 2020                                      | السابع في تصنيف أفضل شاب      |

## روابط خارجية
- كريس هاميلتون على موقع أرشيف الدراجات (الإنجليزية)
- كريس هاميلتون على موقع إحصائيات الدراجات الإحترافية (الإنجليزية)
- كريس هاميلتون على موقع CycleBase (الإنجليزية)